# سید حسین هوش‌السادات
سید حسین هوش‌السادات نظامی ایرانی است، که از ۱۳۹۹ تا ۱۴۰۲ فرماندهی قرارگاه سازندگی خاتم‌الانبیاء را برعهده داشت. وی پیش از آن، معاون مهندسی و پدافند غیرعامل سپاه پاسداران بود. او دانش‌آموخته مهندسی مکانیک سیالات از دانشکده فنی دانشگاه تهران در سال ۱۳۶۸ می‌باشد.

در پی استعفاء سعید محمد در ۱۷ اسفند ۹۹ با حکم سرلشکر حسین سلامی، فرمانده کل سپاه پاسداران، وی به عنوان فرمانده قرارگاه سازندگی خاتم‌الانبیاء سپاه منصوب شد.